# Denislav Stanchev
Denislav Stanchev (tiếng Bulgaria: Денислав Станчев; sinh 28 tháng 3 năm 2000) là một cầu thủ bóng đá Bulgaria thi đấu ở vị trí tiền vệ cho Vereya.

## Sự nghiệp
Ngày 17 tháng 2 năm 2017, Stanchev ra mắt chuyên nghiệp cho câu lạc bộ quê nhà Beroe Stara Zagora trong chiến thắng 4–0 trên sân khách trước Dunav Ruse, vào sân từ ghế dự bị thay cho Anton Karachanakov.